# 1 E13 m²
Za lažje predstavljanje različnih velikosti površin je tu seznam površin med 10 in 100 milijoni km². Glejte tudi področja drugih redov velikosti.
- območja, manjša od 10 milijonov km²
  - 10 milijonov km² = 3.860.000 kvadratnih milj.
  - Kvadrat te velikosti ima stranico dolgo 3.160 km.
  - Kocka s plaščem te velikosti ima stranico dolgo 1.290 km.
  - Krog te velikosti ima polmer velik 1.784 km.
  - Krogla s plaščem te velikosti ima polmer 892 km.
- 11 milijonov km² -- Evropa
- 12 milijonov km² -- Otomansko cesarstvo na višku moči, leta 1683
- 14 milijonov km² -- Antarktika
- 14 milijonov km² -- Arktični ocean (Severno Ledeno morje)
- 17 milijonov km² -- Rusija (1. država na svetu po površini)
- 17 milijonov km² -- Pluton
- 18 milijonov km² -- Južna Amerika
- 20 milijonov km² -- Južni ocean
- 22 milijonov km² -- Sovjetska zveza (pred razpadom)
- 23 milijonov km² -- približno velikost površine, priključene evropskim imperialnim silam med »novim imperializmom«
- 23 milijonov km² -- Triton (Neptunova luna)
- 24 milijonov km² -- Severna Amerika
- 29 milijonov km² -- Afrika
- 31 milijonov km² -- Evropa  (Jupitrova luna)
- 38 milijonov km² -- Luna (Zemljina luna)
- 41 milijonov km² -- Io (Jupitrova luna)
- 44 milijonov km² -- Azija
- 69 milijonov km² -- Indijski ocean
- 72 milijonov km² -- Kalisto (Jupitrova luna)
- 75 milijonov km² -- Merkur
- 77 milijonov km² -- Atlantski ocean
- 83 milijonov km² -- Titan (Saturnova luna)
- 87 milijonov km² -- Ganimed (Jupitrova luna)
- površine, večje od 100 milijonov km²